# Sheridan Lake
Sheridan Lake é uma cidade  localizada no estado americano de Colorado, no Condado de Kiowa.

## Demografia
Segundo o censo americano de 2000, a sua população era de 66 habitantes.
Em 2006, foi estimada uma população de 60, um decréscimo de 6 (-9.1%).

## Geografia
De acordo com o United States Census Bureau tem uma área de
0,8 km², dos quais 0,8 km² cobertos por terra e 0,0 km² cobertos por água. Sheridan Lake localiza-se a aproximadamente 1241 m acima do nível do mar.

## Localidades na vizinhança
O diagrama seguinte representa as localidades num raio de 48 km ao redor de Sheridan Lake.